# شمارش اومر

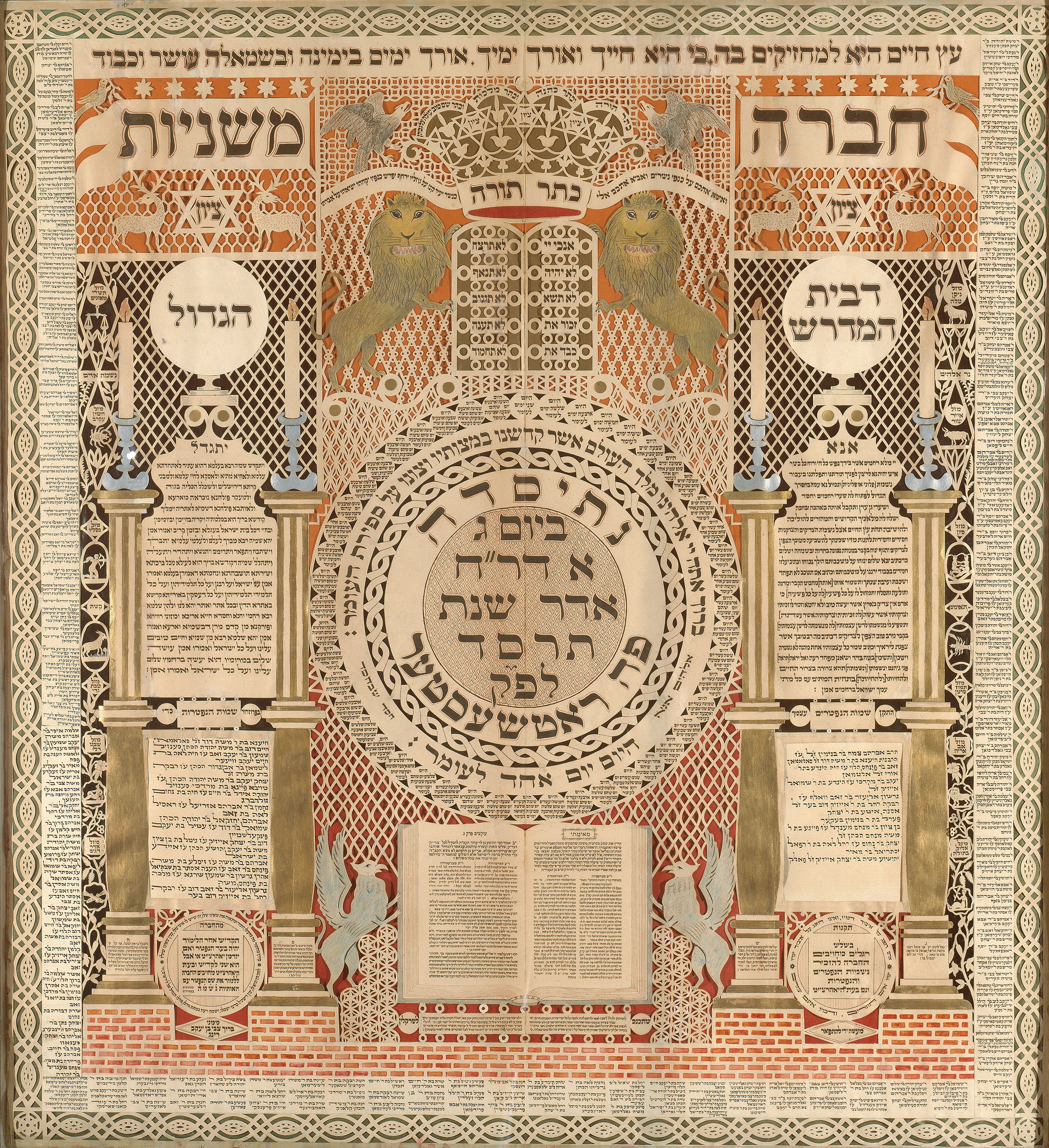
یک تقویم عبری به‌سال ۱۹۰۴ میلادی برای شمارش اومِر. این اثر اکنون در مالکیت موزه کلیمیان منهتن قرار دارد.

شمارش اومِر (به عبری: ספירת העומר) از شب دوم عید پسح تا شب قبل از سدر پسح توسط یهودیان انجام می‌شود. این دورهٔ ۴۹ روزه را شمارش اومر می‌گویند. دعای شمارش اومر در آن مدت به آخر معاریو افزوده می‌شود.
شمارش اومر بخاطر یادآوری ارتباط بین عید پسح (رهایی قوم یهود از قید برده‌داری فرعون‌های مصر) و شاووعوت (نزول تورات در کوه سینا) اهمیت دارد.

## روزهای مهم
لاگ بعومر
روز ۳۳اُم از شمارش اومر، مصادف با روز ۱۸اُم ماهِ ایار در تقویم عبری است. این روز مصادف با سالگرد درگذشت خاخام شمعون بار یوحای، نویسندهٔ نخستین تفسیر عرفانی بر تورات و یکی از مهم‌ترین عرفای آئین کابالا است. این روز در اسرائیل تعطیل رسمی است.